# Национално знаме на Оман
Националното знаме на Оман е прието през 1970 година. Състои се от три хоризонтални полета в бяло, червено и зелено с вертикална червена лента. Белият цвят означава мир и просперитет, зеленият цвят плодородие и зелени планини и червеният цвят показва борбата на народа с чуждестранните окупатори. До 1970 г. Оман използва чисто червен флаг, когато през 1970 г. султанът предлага съвсем новото знаме.

## Знаме през годините
- (1970 – 1995)